# Любов без граници
„Любов без граници“ (на испански: Amar sin límites) е мексиканска теленовела от 2006 г., режисирана от Артуро Гарсия Тенорио и Серхио Катаньо и продуцирана от Анджели Несма за Телевиса.
Първата част е адаптация на аржентинската теленовела Resistiré, създадена от Густаво Белати и Марио Сегаде. Втората част е римейк на венецуелската теленовела Sacrificio de mujer, създадена от Инес Родена.
В главните роли са Кариме Лосано и Валентино Ланус, а в отрицателните – Сабине Мусиер и Рене Стриклер.

## Сюжет
Диего Моран работи като продавач в модна къща за мъжки облекла, но и като шивач. Диего живее с Валерия, жена, с която не може да изгради семейство. Валерия изоставя Диего, като взема със себе си и малкото неща, които има, включително и спестените му пари. Разорен, Диего е принуден да се завърне в бащиния се дом, където не е посрещнат така, както се е надявал.
Изоставен и измамен от годеницата си, Диего започва да се грижи за семейството си, особено за дядо си, когото много обича. Приятелите му, Исела и Пако, му помагат да забрави за болката, причинена от Валерия. Скоро след завръщането си в бащиния дом, Диего се запознава с Асул Тоскано, в която се влюбва. Но Асул е сгодена за Маурисио Дуарте, подъл мъж, забъркал се в тъмни сделки.
Диего и Асул се срещат няколко пъти. Между тях се зараждат чувства, но поради различни обстоятелства, пътищата им се разделят, като вярват, че никога повече няма да се видят.
Диего се запознава със Силвана Ломбардо, жена, която е изгубила в автомобилна катастрофа, преди две години, малкия си син. След тази трагедия, нищо и никой не би могъл да я откаже от идеята, че Маурисио е отговорен за катастрофата. Силвана не намира утеха за болката си и решава да убие Маурисио. Диего разбира за намерението ѝ и предотвратява това престъпление, като спасява живота на Маурисио. След този случай, Маурисио предлага на Диего да работи за него. Когато отива в дома на Маурисио, Диего среща жената, която обича – Асул, но вече тя е съпруга на Маурисио. С времето чувствата на двамата се задълбочават, но за да бъдат заедно, трябва да преминат през препятствията, поставени от съдбата.

## Актьори
- Кариме Лосано – Асул Тоскано / Лилия
- Валентино Ланус – Диего Муран Уерта
- Рене Стриклер – Маурисио Дуарте
- Моника Санчес – Силвана Ломбардо
- Мария Сорте – Клеменсия Уерта де Моран
- Ото Сирго – Алфредо Тоскано
- Хосе Карлос Руис – Дон Аурелио Уерта
- Алма Муриел – Леонарда Галван
- Сабине Мусиер – Ева Санторо
- Исаура Еспиноса – Исела
- Лурдес Мунгия – Емилия
- Сокоро Бония – Глория Провенсано
- Луис Баярдо – Дон Хесус „Чучо“ Ривера
- Диана Голден – Инес Менсур
- Хуан Карлос Серан – Анибал Менендес
- Марко Муньос – Мануел Моран
- Едуардо Линян – Роман Перес Кастелар
- Франсиско Авенданьо – Бенхамин
- Арсенио Кампос – Леандро Бургай
- Лупита Лара – Майка Мария
- Мира Сааведра – Магда де Пеня
- Хайме Лосано – Ефраин Гарсия
- Луис Хавиер – Хулио Корсо
- Алехандро Руис – Густаво Лара „Таво“
- Патси – Лилиана де Дуарте
- Агустин Арана – Луис Фелипе Пеня
- Кармен Бесера – Лидия Моран Уерта
- Алехандро Авила – Марио Лопес
- Мануела Имас – Сесилия Галиндо
- Хулио Камехо – Франсиско Торес „Пако“
- Хорхе де Силва – Арналдо Тоскано
- Лисардо – Пиеро Ескобар
- Естрея Луго – Лусия
- Марсело Кордоба – Андрес Галван
- Оскар Ферети – Гаспар Гарсия
- Рафаел дел Вияр – Иван / Сесар Фраустро
- Ернесто Факсас – Флавио
- Мариана Бейер – Кати Дуарте
- Алехандро Кореа – Бобчо
- Адриано Сендехас – Диегито Моран Тоскано
- Рикардо Франко – д-р Линарес

## Премиера
Премиерата на Любов без граници е на 16 октомври 2006 г. по Canal de las Estrellas. Последният 130. епизод е излъчен на 13 април 2007 г.

## „Любов без граници“ в България
В България сериалът е излъчен през 2007 – 2008 г. по bTV. Ролите се озвучават от Татяна Захова, Лидия Ганева, Мариана Жикич, Цветан Ватев и Станислав Димитров.